# Д’Альбон, Андре-Сюзанн
Маркиз Андре-Сюзанн д'Альбон (фр. André-Suzanne d'Albon; 15 мая 1760, Лион — 28 сентября 1834, замок Авож) — французский военный и государственный деятель.

## Биография
Второй сын Камиля II д’Альбона, принца Ивето, и Мари-Жаклин Оливье. Принадлежал к младшей линии дома д'Альбон, дофинов Вьеннских, был потомком маршала Сент-Андре, и, по мнению авторов «Биографической истории Палаты пэров» (Histoire biographique de la Chambre des pairs) и копирующего сведения этого сборника «Словаря французских парламентариев» (Dictionnaire des parlementaires français) являлся наследником знаменитого суверенного княжества Ивето.
Маркиз де Сен-Форжё, граф де Сен-Марсель-д’Юрфе, барон д’Авож. Маркиз д’Альбон (11.07.1820), до этого титуловался графом д’Альбон.
В 1778 году получил чин капитана в кирасирском полку. В эпоху эмиграции одним из первых перебрался в Кобленц, где в 1791 году стал кампейстером кавалерии и содействовал формированию конного отряда. Назначенный первым лейтенантом одной из рот, которыми командовал граф д'Артуа, проделал с ней кампанию 1792 года. После роспуска армии Конде поступил на голландскую службу и в 1793 году участвовал в обороне Маастрихта. В том же году ездил в Берн, где тщетно просил у кантонов помощи против революционной армии, осаждавшей Лион. В 1794 году перешел на английскую службу, в полк белых кокард маркиза д'Отишана.
После переворота 18 брюмера, в котором участвовал его брат-офицер, знакомый с Бонапартом, д’Альбон был вычеркнут из списка эмигрантов. Это позволило ему вернуться в Лион, где д’Альбон жил как частное лицо до 1812 года, когда император назначил его мэром города. В 1814 году, после отступления Ожеро, Лион был сдан союзникам, и д’Альбон по этому случаю получил от австрийского императора командорскую ленту ордена Леопольда. Он приветствовал реставрацию и даже запретил выставлять портреты Наполеона и членов его семьи, что было признано неразумным рвением со стороны правительства, отправившего мэра в отставку.
В период Ста дней Наполеон распорядился арестовать д’Альбона, но тому удалось скрыться. После второй реставрации, 22 августа 1815, он был избран депутатом от департамента Роны 97 голосами при 228, внесенных в списки, и 161 голосовавшим. В ассамблее он неизменно примыкал к ультрароялистскому большинству, поддерживал решение о вечном изгнании конвенционалов, голосовавших за смерть Людовика XVI. Свое мнение он изложил следующим образом: «Цареубийцы будут изгнаны из Франции навечно; соответствующее наказание постигнет тех, кто им содействует, а имущество будет обращено на военные нужды». Это мнение было принято Несравненной палатой только частично, и после ее роспуска 5 сентября 1816 д’Альбон не был переизбран.
После восшествия на престол Карла X маркиз стал командором ордена Святого Людовика, а 5 ноября 1827 король поставил его во главе списка из 76 пэров, которых Виллель ввел в Верхнюю палату. Маркиз сидел с крайне правыми, поддерживал кабинеты Виллеля и Полиньяка. После Июльской революции был исключен из списка пэров.

## Семья
Жена (5 жерминаля XI (26.03.1803, Септем): Мари-Тереза де Вьеннуа (1777—1832), дочь Жана де Вьеннуа и Мари де Л’Оне д’Антраг. По утверждению автора Histoire biographique de la Chambre des pairs, она была последним потомком дофина Вьеннского Умберта II, передавшего Дофине французам, и этот брак соединил младшую линию дома д'Альбон со старшей
Дети:
- маркиз Алексис д’Альбон (1803—1878). Жена (5.06.1830): Маргерит Дюваль (1810—1866)
- Жак Гиг Камиль д’Альбон (1803—?)
- граф Леон д’Альбон (1806—1866). Жена (11.02.1833): Жозефина Эмбер де Балор (1814—1878)
- маркиз Рауль д’Альбон (1809—1879). Жена (26.01.1861): Габриель д’Альбон (1834—1883)
- Франсуаза д’Альбон (1816—1818)